# Good Things
Albums de Aloe Blacc
Shine Through (en)
(2006) Lift Your Spirit (en)
(2013)
Singles
1. I Need a Dollar
Sortie : 16 mars 2010
2. Loving You Is Killing Me
Sortie : 7 mars 2011
3. Green Lights
Sortie : 9 septembre 2011

Good Things est le deuxième album studio du chanteur américain Aloe Blacc. L'album est sorti le 28 septembre 2010 aux États-Unis et le 26 novembre 2010 au Royaume-Uni sous le label Stones Throw Records.

## Promotion

### Singles
Le premier single de l'album, I Need a Dollar (produit par Truth + Soul et SR. Shakur), est sorti le 16 mars 2010. Il a atteint la deuxième place au Royaume-Uni et en Irlande. En Suisse et en Autriche, il a atteint la cinquième place et a été n° 1 en Belgique néerlandophone pendant deux semaines consécutives. Une version éditée de la chanson sert de chanson-thème pour la série How to Make It in America.
Le deuxième single, Loving You Is Killing Me, est sorti le 7 mars 2011. Il a atteint la 8e place en Autriche, la 12e place en Autriche et en Belgique (Flandre) et la 26e place en Suisse.
Green Lights est sorti en tant que troisième single le 9 septembre 2011. Il a atteint la 69e place en Autriche et la 130e place au Royaume-Uni.

## Liste des pistes
| 1.    | I Need a Dollar                                  | 4:06 |
| 2.    | Green Lights                                     | 2:58 |
| 3.    | Hey Brother                                      | 2:40 |
| 4.    | Miss Fortune                                     | 4:22 |
| 5.    | Life So Hard                                     | 4:13 |
| 6.    | Take Me Back                                     | 3:47 |
| 7.    | Femme Fatale (reprise de The Velvet Underground) | 3:56 |
| 8.    | Loving You Is Killing Me                         | 3:27 |
| 9.    | Good Things                                      | 4:04 |
| 10.   | You Make Me Smile                                | 3:27 |
| 11.   | If I                                             | 4:08 |
| 12.   | Mama Hold My Hand                                | 5:10 |
| 13.   | Politician (Reprise)                             | 1:39 |
| 47:33 |                                                  |      |

## Classements et certifications
| Classement (2010–11)                | Meilleure position |
| ----------------------------------- | ------------------ |
| Allemagne (Media Control AG)        | 29                 |
| Australie (ARIA)                    | 22                 |
| Autriche (Ö3 Austria Top 40)        | 36                 |
| Belgique (Flandre Ultratop)         | 5                  |
| Belgique (Flandre Alternative)      | 2                  |
| Belgique (Wallonie Ultratop)        | 30                 |
| Écosse (OCC)                        | 9                  |
| États-Unis (Heatseekers Albums)     | 10                 |
| États-Unis (Top R&B/Hip-Hop Albums) | 41                 |
| France (SNEP)                       | 19                 |
| France (SNEP Téléchargement)        | 1                  |
| Irlande (IRMA)                      | 21                 |
| Nouvelle-Zélande (RIANZ)            | 21                 |
| Pays-Bas (Mega Album Top 100)       | 39                 |
| Pays-Bas (Alternative Albums)       | 2                  |
| Royaume-Uni (UK Albums Chart)       | 8                  |
| Royaume-Uni (R&B Albums)            | 10                 |
| Suisse (Schweizer Hitparade)        | 31                 |

| Classement (2010) | Position |
| ----------------- | -------- |
| France (SNEP)     | 112      |

| Classement (2011)             | Position |
| ----------------------------- | -------- |
| Australie (ARIA Urban Albums) | 26       |
| Royaume-Uni (UK Albums Chart) | 84       |
| Royaume-Uni (UK R&B Albums)   | 14       |

### Certifications
| Pays                                                                                                   | Certification | Ventes certifiées |
| --- | ------------- | ----------------- |
| Allemagne (BVMI)                                                                                       | Or            | 100 000^          |
| Autriche (IFPI Autriche)                                                                               | Or            | 7 500*            |
| Royaume-Uni (BPI)                                                                                      | Or            | 100 000^          |
| *Ventes selon la certification ^Mise en rayon selon la certification xNon précisé par la certification |               |                   |